# Limnophila analosuffusa
Limnophila analosuffusa är en tvåvingeart som beskrevs av Alexander 1966. Limnophila analosuffusa ingår i släktet Limnophila och familjen småharkrankar. Inga underarter finns listade i Catalogue of Life.